# Stenocotis costalis
Stenocotis costalis är en insektsart som beskrevs av Walker 1851. Stenocotis costalis ingår i släktet Stenocotis och familjen dvärgstritar. Inga underarter finns listade i Catalogue of Life.